# 塞利奥赫洛
45°45′42″N 29°13′43″E / 45.76167°N 29.22861°E

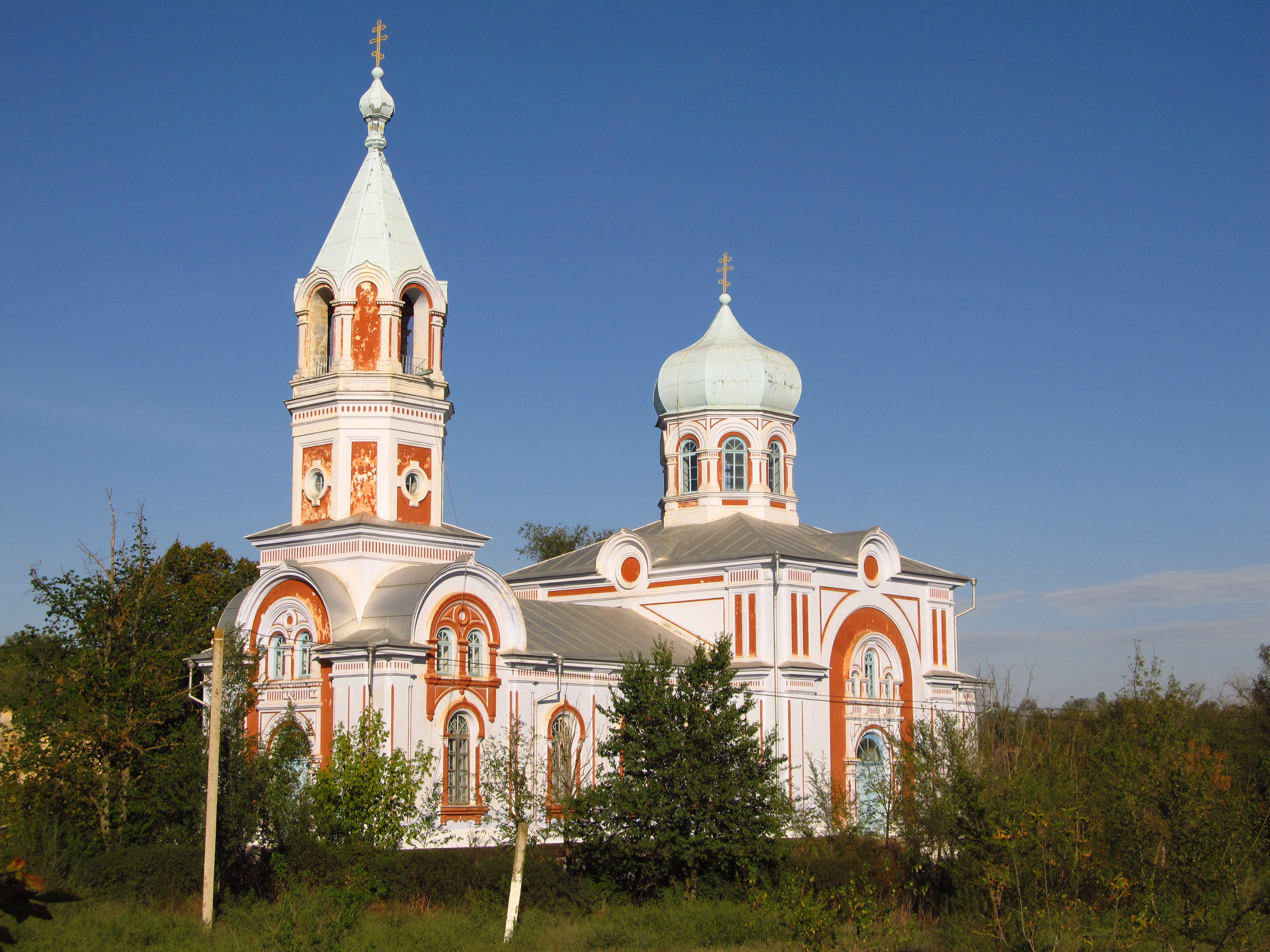

塞利奥赫洛（烏克蘭語：Селіогло）是位於烏克蘭西南部的村莊，由敖德萨州博爾赫拉德區的阿爾齊茲市鎮負責管轄。該村面積41.1平方公里，海拔高度21米，2024年該城鎮人口1,752。